# Conseil départemental de Maine-et-Loire
Le conseil départemental de Maine-et-Loire est l'assemblée délibérante du département français de Maine-et-Loire, collectivité territoriale décentralisée. Son siège se trouve à Angers.

## Élus
Le conseil général, puis départemental, est présidé par Florence Dabin, depuis le 1er juillet 2021.

### Vice-présidents actuels
- Philippe Chalopin ;
- Marie-Jo Hamard ;
- Jean-François Rimbault ;
- Régine Brichet ;
- Gilles Piton ;
- François Damas ;
- Xavier Testard ;
- Marie-Pierre Martin ;
- Yann Semler-Collery ;
- Roselyne Bienvenu ;
- Gilles Leroy ;
- Marie-Paule Chesneau.

### Commission permanente
En plus des 12 vice-présidents et de la présidente du Conseil départemental, la commission permanente comprend les 13 membres suivants :
- Gilles Grimaud ;
- Véronique Goukassow ;
- Guy Bertin ;
- Véronique Maillet ;
- Nooruddine Muhammad ;
- Natacha Poupet-Bourdouleix ;
- Franck Poquin ;
- Corinne Bourcier ;
- Richard Cesbron ;
- Grégory Blanc ;
- Brigitte Guglielmi ;
- Bruno Cheptou ;
- Jocelyne Martin.

### Liste des présidents
Liste des présidents du conseil général, puis départemental, de Maine-et-Loire :
- 1800-1801 : René-Sébastien Le Tourneux de la Perraudière
- 1801-1802 : Jacques-Pie-Pierre Ollivier de Fosse
- 1802-1803 : Joseph Jérôme de Jullien de Jully
- 1803-1804 : Charles Henri François de Maillé de La Tour-Landry
- 1804-1805 : Timoléon de Cossé-Brissac (1775-1848), 9e duc de Brissac
- 1805-1806 : Érasme Gaspard de Contades
- 1806-1807 : Piter Deurbroucq
- 1807-1809 : Louis d'Andigné de Mayneuf
- 1809-1810 : Jean-André Delafargue
- 1810-1810 : Pierre-Marie Delaunay
- 1810-1811 : Jean-Nicolas Guényveau de la Raye
- 1811-1813 : Jean-Baptiste-Joseph Ménage de Soucelles
- 1813-1817 : François-Régis de La Bourdonnaye
- 1818-1818 : Louis d'Andigné de Mayneuf
- 1818-1821 : François-Régis de La Bourdonnaye
- 1822-1823 : Louis d'Andigné de Mayneuf
- 1823-1824 : François-Régis de La Bourdonnaye
- 1825-1826 : Louis d'Andigné de Mayneuf
- 1827-1829 : François-Régis de La Bourdonnaye
- 1829 : Louis d'Andigné de Mayneuf
- 1831-1833 : Thomas-Louis Desmazières
- 1834-1838 : Paul-Marie-Céleste d'Andigné de La Blanchaye
- 1838-1849 : Gédéon Florentin de Marcombe
- 1849-1850 : Thomas-Louis Desmazières
- 1850-1851 : Gédéon Florentin de Marcombe
- 1852-1855 : Jean-Martial Bineau
- 1856-1869 : Charles Louvet
- 1870-1883 : Marie Henri Louis Durfort de Civrac
- 1884-1903 : Armand-Urbain Louis de Maillé de La Tour-Landry, comte de Maillé
- 1903-1913 : Ernest Grigon
- 1913-1921 : Guillaume Jean Victor Bodinier
- 1922-1925 : René Blachez
- 1925-1927 : Alfred Rabouin
- 1927-1932 : Olivier, vicomte de Rougé
- 1932-1945 : Victor Bernier

| Période                            | Période                      | Identité                     | Étiquette                    | Étiquette                    |
| Président du conseil général       | Président du conseil général | Président du conseil général | Président du conseil général | Président du conseil général |
| ---------------------------------- | ---------------------------- | ---------------------------- | ---------------------------- | ---------------------------- |
| 1945                               | 1951                         | Étienne Rabouin              |                              | DVD-AR puis RPF              |
| 1952                               | 1962                         | Jean de Jourdan              |                              | RPF puis DVD                 |
| 1962                               | 1979                         | Fernand Esseul               |                              | CNI puis RI puis PR          |
| 1979                               | 1982                         | Lucien Gautier               |                              | RPR                          |
| 1982                               | 1994                         | Jean Sauvage                 |                              | UDF (CDS)                    |
| 1994                               | 1995                         | Edmond Alphandéry            |                              | UDF (CDS)                    |
| 1995                               | 2004                         | André Lardeux                |                              | RPR puis UMP                 |
| 2004                               | 2014                         | Christophe Béchu             |                              | UMP                          |
| 2014                               | 2015                         | Christian Gillet             |                              | UDI                          |
| Président du conseil départemental |                              |                              |                              |                              |
| 2015                               | 2021                         | Christian Gillet             |                              | UDI puis DVD                 |
| 2021                               | En cours                     | Florence Dabin               |                              | DVD                          |

## Identité visuelle

Logo de Maine-et-Loire (conseil général) de 1988 à 2009
Logo de Maine-et-Loire (conseil général) de 2009 à 2015
Logo de Maine-et-Loire (conseil départemental) de 2015 à 2023
Logo de Maine-et-Loire (conseil départemental) depuis 2023